# Valsalobre
Valsalobre es un municipio y localidad española de la provincia de Cuenca, en la comunidad autónoma de Castilla-La Mancha. El término municipal tiene una población de 20 habitantes (INE 2024).

## Geografía
La localidad se encuentra a una distancia de la capital provincial de unos 81 km. La extensión del municipio es de 38,08 km². El código postal es 16879. En el siglo XIX se mencionaba como la mayor parte del término se hallaba «poblada de pino, roble y encina, con otra infinidad de arbustos y plantas aromáticas».
En el término municipal se encuentra la llamada Serrezuela de Valsalobre, un espacio de 734,5 ha que cuenta con el estatus de monumento natural.

## Historia
Valsalobre nació, al igual que todos los pueblos de esta Tierra de Beteta, en época de repoblación cristiana, allá por el siglo XIII y formado alrededor de un yacimiento en salinas que durante la Edad Media y Moderna sirvió de pagos diezmales.
Durante sus primeros tiempos es posible que fuese posesión de Pedro Manrique, señor de Molina, que siempre estuvo muy interesado por estas tierras de la comarca de Beteta.
Posteriormente pasaría a la jurisdicción conquense, cuando Alfonso y Mafalda de Molina, vendieron en el 1253, Beteta y sus aldeas, entre ellas Valsalobre, al Concejo de Cuenca, a cuya tierra perteneció a partir de aquel momento.
Este lugar, rico en yacimientos salinos fue siempre muy pretendido por los determinados Concejos y Señoríos como medio de riqueza en la economía ganadera del momento.
Su topónimo hace clara referencia a la existencia de los citados manantiales salinos y a los pies de la villa y en el mismo fondo del vallejo surgía el agua salobre de un pozo artificial. Junto a él, las albercas de escasa profundidad y gran superficie en las que se evapora el agua y precipitaba la sal.
Ya en el año 1295, el rey Alfonso X el Sabio dona a Mateo, obispo de Cuenca, y a su cabildo, los pozos de hacer sal de Valtablao y Valsalobre.
Los musulmanes, durante su larga dominación, expertos en cultivos y extracciones de minerales, supieron aprovechar los yacimientos salinos de este lugar, tal y como lo citan en algunas de sus crónicas.
Su producción fue muy apreciada en los siglos XV y XVI como elemento que se añadía a la dieta de los abundantes ganados de la zona, principalmente de la oveja merina, tan reconocida y abundante en esta comarca. Fue, por tanto, uno de los primeros agostaderos de los rebaños de la Mesta.
Desde el siglo XIV, fundan el mayorazgo de Beteta en la persona de Alvar García de Albornoz, incluyendo en el mismo, todas sus aldeas, entre ellas Valsalobre.
A finales del siglo XV, la familia de los Carrillo de Albornoz, controlaban Beteta y sus siete aldeas, siendo titular de este señorío, desde 1389 hasta 1440, María de Albornoz.
Al comienzo del siglo XVI, un grupo de judíos, procedentes de las Tierras de Molina, se afincaron en la villa, dedicados a la arriería y conducción de la sal. Vivieron en el celo inquisitorial del Tribunal conquense llevó a cabo numerosos procesos por judaizantes en el que se vieron involucradas varias familias honradas de este lugar.
En 1489 se incoará el primero de los mismos, a Juan de Moya, acusado de prácticas judaicas, cuyo proceso se volverá a abrir en 1492 por denuncias de los comisarios de Beteta. Quedaría inconcluso.
Juan de Moya, vecino de Valsalobre, fue salinero de Pedro Carrillo de Albornoz en las salinas de la Serna, y provenía de una familia de Cañete. Su padre, Alvar García de Moya, su abuelo, Alonso García y él mismo, fueron naturales de dicho marquesado, mientras que su madre Violante García, era hija de Juan Herraiz de Luz, vecino de Moya.
Este enlace pudo estar motivado por el matrimonio entre Beatriz de Albornoz la Rica hembra (hija de Juan de Albornoz y señora de Moya), y Diego Hurtado de Mendoza (señor de Cañete) —celebrado en 1403—, que propició las relaciones entre los habitantes de ambas localidades, así como los enlaces matrimoniales entre los criados de albornoces y mendozas.
De la misma familia, Miguel de Moya, tendrá que soportar las duras acusaciones sobre su conducta, Inés de Valera, en 1543 como judaizante y luego Juan Checa, en 1579 por manifestaciones sobre el sexto mandamiento.
El último se lleva a cabo en 1625 y recaerá en la persona de Pedro Rojo, por levantar palabras contra la fe, quedando en suspense al no haber encontrado las pruebas suficientes para su condena.
Durante la Edad Moderna, el Concejo de la Tierra de Beteta (Señorío), determinaba la composición y funcionamiento jurídico de todos sus lugares y tierras. Se reunía periódicamente para establecer los deslindes y pleitos entre sus campesinos y ganaderos. La composición y funcionamiento del mismo estaba escrito en su Fuero y se determinaba sobre la base de la población de cada aldea y al término jurisdiccional de su territorio.
En 1549, según documentación existente, nos indica un texto su composición y su forma de convocatoria: "...se juntaron en su consejo e Ayuntamiento a campana tañida todos los que se quisieron juntar al dicho repique... y se juntaron dos alcaldes ordinarios, un regidor, tres alguaciles, un procurador síndico, un diputado y también cuatro simples, todos ellos de Beteta y de las aldeas asistieron, Lagunaseca, tres jurados... y de Valsalobre, dos jurados..."
En el siglo XVII se produce una fuerte crisis demográfica, que afectará más a los lugares donde la ganadería era más fuerte. Sin embargo, será el siglo XVIII el que experimente una recuperación importante, siendo Valsalobre uno de los lugares que más aumento demográfico se observe. Pasará de 224 habitantes hasta 441, según reflejará el censo de Floridablanca.
En este periodo vuelve a aumentar el interés por la ganadería y la importancia de los agostaderos de la Serranía de Cuenca para la ganadería trashumante que mantenían, a su vez, combinación con los invernaderos de la Alcudia de Ciudad Real y los de Murcia.
Cita Lemeunier que "abundarán la llegada de los rebaños de la Serranía de Cuenca a Murcia, destacando los ganaderos de Valsalobre o Valtablao, que alquilban pastos de Lorca o Cartagena."
En el siglo XVIII aún sigue explotándose la sal de Tragacete y de Valsalobre. En este periodo, este lugar tiene 80 vecinos, unos 320 habitantes.
En 1850 se culmina el expediente de segregación de las aldeas de Beteta, pasando a ser municipios independientes. Para ello, se llevaron a cabo expedientes jurisdiccionales, generando muchas dificultades en lugares como Valsalobre, Valtablao y sobre todo, el Tobar.
En la desamortización llevada a cabo por Madoz el 1 de mayo de 1855, se exceptuaron montesde utilidad pública para uso de los vecinos de cada lugar. En Valsalobre será la Dehesa Boyal, con 383 hectáreas, la que quedará exceptuada de la misma.
Igualmente sucederá unos años más tarde con el paraje llamado del Común con 626 hectáreas y Sierrezuela, con 659 hectáreas perteneciente a la comunidad de Beteta y sus aldeas. En el siglo XIX, el uso y venta de la madera alcanza un importante desarrollo en todos los montes de la Serranía.
A mediados del siglo XIX el lugar tenía contabilizada una población de 317 habitantes. Aparece descrito en el decimoquinto volumen del Diccionario geográfico-estadístico-histórico de España y sus posesiones de Ultramar de Pascual Madoz de la siguiente manera:

VALSALOBRE: l. con ayunt. en la prov. y dióc. de Cuenca (11 leg.), part. jud. de Priego (5), aud. terr. de Albacete (30) y c. g. de Castilla la Nueva (25). sit. al estremo N. de la prov., en un valle dominado de riscos por la parte S. y en la margen de un arroyo: su clima es frio, combatido por los vientos de N. y S. y propenso á afecciones de pecho y dolores de costado. Tiene 70 casas de pobre construccion; una escuela de primeras letras dotada con 360 rs. y concurrida por 18 niños; una fuente dentro de la pobl., y muchas fuera; la igl. parr. (Santiago) se halla servida por un cura de entrada y de provision del odinarío: fuera del pueblo y á corta dist. se halla una ermita con el título de Ntra. Sra. del Remedio. El térm. confina por N. con el de Peñalen; E. Valtablado; S. Beteta y O. Carrascosa: el terreno es poco productivo y le cruzan 2 arroyos que se incorporan al Guadiela: la mayor parte del térm. se halla poblada de pino, roble y encina, con otra infinidad de arbustos y plantas aromáticas: los caminos son locales y en mal estado: la correspondencia se recibe de la adm. de Cuenca. prod.: trigo, centeno, avena, cebada y algunas patatas; se cria ganado lanar, cabrío y vacuno; caza de liebres, perdices y conejos, y mucha de mayor: ind.: la agrícola y 2 molinos harineros: comercio, la importacion de artículos de primera necesidad. pobl.: 80 vec., 317 alm. cap. prod.: 662,620 rs. imp.: 16,605 rs.
(Madoz, 1849, p. 493)

La madera de Beteta, Valsalobre y Valtablao, se embarcaba en el Guadiela, a partir de la hoz de Beteta, con pasos difíciles, dentro de nuestra comarca, como eran la Hoz de Tragavivos y los Toriles. Asimismo sucedía con el aprovechamiento de los grandes encinares, que comprendían estos términos, destacando Valtablao y Valsalobre, cuyo uso de leña era de alta estimación.

## Demografía
Valsalobre cuenta con una población de 20 habitantes (INE 2024).
| Gráfica de evolución demográfica de Valsalobre entre 1842 y 2021                                                    |
| |
| Población de derecho según los censos de población del INE Población de hecho según los censos de población del INE |

## Fiestas
Las fiestas son el 25 de julio y del 13 al 16 de agosto.